# Скартадос, Йоргос
Йоргос Скартадос (род. 7 апреля 1960 года, Родос) — греческий футболист, выступавший на позиции полузащитника. Наиболее известен как игрок греческого клуба ПАОК, в котором провёл десять лет. Сыграл в высшей лиге 478 матчей и забил 108 голов.

## Биография
Скартадос начал свою профессиональную карьеру в одноимённой команде из родного города Родос, с которой боролся за выход в высшую лигу. Летом 1982 года он получил предложение от ПАОКа, в котором играл десять лет, в 1985 году он выиграл чемпионат. В общей сложности он забил за ПАОК 84 гола, в настоящее время является пятым бомбардиром в истории клуба.
В 1992 году он перешёл в «Ираклис», в котором оставался в течение трёх лет. В 1995 году он продолжил свою карьеру в «Олимпиакосе», в котором пробыл два года и завоевал ещё один чемпионский титул в 1997 году. После «Олимпиакоса» он перешёл в «Ялиссос», где провёл ещё один сезон и завершил футбольную карьеру.
Йоргос Скартадос сыграл за сборную Греции 26 матчей и забил три гола. Его дебют состоялся 15 мая 1983 года в матче с Венгрией, Греция выиграла со счётом 3:2.
В последующие годы он пробовал себя в роли тренера, но работал в основном с любительскими коллективами.

## Достижения
ПАОК
- Чемпионат Греции: 1984/85

«Олимпиакос»
- Чемпионат Греции: 1996/97